# Konstanty Markiewicz
Konstanty Markiewicz (ur. 8 marca 1925 w Budzanowie koło Trembowli, zm. 19 stycznia 2019) – polski lekarz, specjalista chorób wewnętrznych, prof. nauk medycznych, nauczyciel akademicki, pułkownik SZ RP (od 1990 r.).

## Życiorys
Przed II wojną światową należał do harcerstwa. W czasie okupacji niemieckiej był żołnierzem Armii Krajowej, a następnie Sił Zbrojnych PRL. W 1953 ukończył studia medyczne na Akademii Medycznej w Łodzi, zaś w 1974 otrzymał od Rady Państwa tytuł profesora nauk medycznych. Był wieloletnim ordynatorem I Kliniki Chorób Wewnętrznych Szpitala Wojskowej Akademii Medycznej w Łodzi. Był także między innymi członkiem Łódzkiego Towarzystwa Naukowego, Polskiego Towarzystwa Lekarskiego oraz członkiem honorowym Towarzystwa Internistów Polskich.